# Sticholotidinae
Gli Sticholotidinae Weise, 1901, sono una sottofamiglia di insetti dell'ordine dei Coleotteri (famiglia Coccinellidae), comprendente le specie più piccole dei Coccinellidi.

## Descrizione
Gli Sticholotidinae sono coccinelle poco appariscenti per le dimensioni, di poco superiori al millimetro, e per la livrea scura, tendente al nero o al bruno. L'elemento morfologico caratterizzante è la forma subcilindrica dell'ultimo articolo dei palpi mascellari, che nei Coccinellidi è generalmente triangolare.

## Sistematica
La sottofamiglia comprende dieci tribù:.
- Tribù Argentipilosini. Generi:
  - Argentipilosa
- Tribù Carinodulini. Generi:
  - Carinodula
  - Carinodulina
  - Carinodulinka
- Tribù Cephaloscymnini. Generi:
  - Aneaporia
  - Cephaloscymnus
  - Neaporia
  - Prodilis
  - Prodiloides
- Tribù Limnichopharini. Generi:
  - Limnichopharus
- Tribù Microweiseini. Generi:
  - Coccidophilus
  - Cryptoweisea
  - Dichaina
  - Diloponis
  - Gnathoweisea
  - Microcapillata
  - Microfreudea
  - Microweisea
  - Nipus
  - Pseudosmilia
  - Sarapidus
  - Stictospilus
- Tribù Plotinini. Generi:
  - Ballida
  - Buprestodera
  - Catanaplotina
  - Haemoplotina
  - Paraplotina
  - Plotina
  - Protoplotina
  - Sphaeroplotina
- Tribù Serangiini. Generi:
  - Catana
  - Catanella
  - Delphastus
  - Microserangium
  - Serangiella
  - Serangium
- Tribù Shirozuellini. Generi:
  - Ghanius
  - Medamatento
  - Promecopharus
  - Sasajiella
  - Shirozuella
- Tribù Sticholotidini. Generi:
  - Boschalis
  - Bucolellus
  - Chilocorellus
  - Coelolotis
  - Coelopterus
  - Filipinolotis
  - Glomerella
  - Habrolotis
  - Hemipharus
  - Jauravia
  - Lenasa
  - Lotis
  - Mimoserangium
  - Neaptera
  - Nelasa
  - Neojauravia
  - Neotina
  - Nesina
  - Nesolotis
  - Nexophallus
  - Paracoelopterus
  - Parajauravia
  - Paranelasa
  - Paranesolotis
  - Parinesa
  - Pharopsis
  - Pharoscymnus
  - Phlyctenolotis
  - Semiviride
  - Sticholotis
  - Stictobura
  - Sulcolotis
  - Synonychimorpha
  - Trimallena
  - Xamerpillus
  - Xanthorcus
  - Xestolotis
- Tribù Sukunahikonini. Generi:
  - Hikonasukuna
  - Orculus
  - Paraphellus